# Acord (dret)
Un acord és, per norma general en dret, un pacte acceptat solidàriament per les diverses parts que hi intervenen, i que sovint es pren com a solució a una discrepància prèvia.
També s'anomena acord la decisió presa per un òrgan col·legiat (tribunals, ajuntaments, juntes o assemblees). En ambdós casos en un acord hi convergeixen les voluntats expressades per les diverses parts d'un conflicte o pels diversos membres d'un col·lectiu amb la finalitat immediata de produir efectes jurídics d'obligat compliment.
Tenen poca eficàcia els acords presos sota pressió o urgència per acabar un procés.

## Acuerdosespanyols
Acords (del castellà acuerdos) era el nom que rebien els registres on hi figuraven les decisions preses pels òrgans de govern d'una institució com ara els ajuntaments, l'audiència, etc.
Als Països Catalans i l'Aragó s'implantà el mot i la pràctica dels acords a principis del segle xviii amb el nou corpus jurídic que desenvoluparen els Decrets de Nova Planta. L'acord va passar a substituir el mot i la pràctica de la deliberació, que tenia els matisos de debat i sospesament col·lectiu i que era pròpia del règim jurídic català tradicional.